# Hylaeus aenigmus
Hylaeus aenigmus là một loài Hymenoptera trong họ Colletidae. Loài này được Viereck mô tả khoa học năm 1903.